# Occidental Mindoro

Occidental Mindoros läge i Filippinerna

Occidental Mindoro är en provins i Filippinerna, belägen i regionen MIMAROPA. Den har 452 000 invånare (2006) på en yta av 5 880 km². Administrativ huvudort är Mamburao.
Provinsen är indelad i 11 kommuner. Större orter är Lubang, Mamburao och San Jose.

## Kommuner
- Abra de Ilog
- Calintaan
- Looc
- Lubang
- Magsaysay
- Mamburao
- Paluan
- Rizal
- Sablayan
- San Jose
- Santa Cruz